# Bel-Air (série de televisão)
Bel-Air é uma série de televisão via streaming de drama americana desenvolvida por Morgan Cooper, Malcolm Spellman, TJ Brady e Rasheed Newson. É uma versão reimaginada do seriado The Fresh Prince of Bel-Air e é baseado no curta-metragem de Cooper de mesmo nome. É estrelado por Jabari Banks, Adrian Holmes, Cassandra Freeman, Olly Sholotan, Coco Jones, Akira Akbar, Jimmy Akingbola, Jordan L. Jones e Simone Joy Jones. A série estreou no Peacock em 13 de fevereiro de 2022.

## Premissa
A série segue a complicada jornada de Will Smith das ruas do oeste da Filadélfia até as mansões fechadas de Bel-Air.

## Elenco e personagens

### Principal
- Jabari Banks como Will Smith, um jovem de 16 anos do oeste da Filadélfia que é enviado para morar com sua tia e tio em Bel-Air por sua mãe, Vy
- Cassandra Freeman como Vivian Banks, tia de Will, esposa de Philip, mãe de Hilary, Carlton e Ashley e irmã de Vy
- Jimmy Akingbola como Geoffrey Thompson, o mordomo dos Banks, originalmente da Jamaica antes de se mudar para Londres quando criança
- Olly Sholotan como Carlton Banks, o filho do meio jogador de lacrosse de Viv e Phil e primo e adversário de Will
- Coco Jones como Hilary Banks, uma influenciadora de mídia social, excelente chef e filha mais velha de Viv e Phil e prima de Will
- Akira Akbar como Ashley Banks, a filha mais nova de 12 anos de Viv e Phil e prima de Will
- Simone Joy Jones como Lisa Wilkes, um potencial interesse amoroso de Will e ex de Carlton. Ela também está na equipe de natação.
- Jordan L. Jones como Jazz, um motorista de táxi que Will conheceu e se apegou quando chegou ao LAX. Ele também é dono de uma loja de discos e tem uma queda por Hilary.
- Adrian Holmes como Philip Banks, tio advogado de Will, marido de Viv e pai de Hilary, Carlton e Ashley

### Recorrente
- April Parker Jones como Viola 'Vy' Smith, mãe de Will
- SteVonté Hart como Tray Melbert, ex-melhor amigo de Will na Filadélfia
- Tyler Barnhardt como Connor Satterfield, o melhor amigo de Carlton
- Joe Holt como Fred Wilkes, o pai de Lisa que é policial
- Charlie Hall como Tyler Laramy, amigo de Will e companheiro de equipe de basquete na Bel-Air Academy
- Jon Beavers como Kylo
- Michael Ealy como Reed Broderick
- Duane Martin como Steven Lewis, gerente de campanha de Phillip

### Estrelas convidadas
- Daphne Maxwell Reid como Janice, membro do conselho do Conselho de Arte. Reid anteriormente foi a segunda atriz a interpretar Vivian Banks na série original.[3]
- Vernee Watson-Johnson como Helen, outro membro do conselho do Conselho de Arte. Watson-Johnson anteriormente interpretou Viola 'Vy' Smith na série original.[3]
- Marlon Wayans como Lou, o pai de Will a quem ele pensou que havia abandonado sua mãe e ele

## Episódios
| N.º | Título                              | Dirigido por      | Escrito por                                                  | Lançamento              |
| --- | ----------------------------------- | ----------------- | ------------------------------------------------------------ | ----------------------- |
| 1 | "Dreams and Nightmares"             | Morgan Cooper     | Morgan Cooper & Malcolm Spellman & TJ Brady & Rasheed Newson | 13 de fevereiro de 2022 |
| Will Smith é um adolescente excelente aluno do oeste da Filadélfia com grandes chances de ganhar uma bolsa de basquete universitário. Depois de um jogo, ele e o amigo Tray são insultados por Darnell e fazem uma aposta com o traficante local Rashad. Will e Tray vencem, mas Darnell inicia uma briga e foge. Will encerra a situação disparando para o alto e é preso. A mãe de Will e seu tio, Philip Banks, conseguem sua liberação e ele se muda para Bel Air. |                                     |                   |                                                              |                         |
| 2 | "Keep Ya Head Up"                   | Carl Seaton       | JaNeika James & JaSheika James                               | 13 de fevereiro de 2022 |
| Will recebe uma ligação de sua mãe informando que seu amigo Tray foi baleado. Will vai para seu primeiro dia na Bel-Air Academy e é humilhado na frente de toda a Classe Junior por Carlton. Tio Phil é entrevistado em um programa de rádio por Big Boy que questiona mais sobre sua vida pessoal do que sua carreira. Hilary recebe uma oferta da Haute Magazine com a condição de que ela reduza o tom de suas receitas e roupas. Com a ajuda de Jazz e Tio Phil e conselhos de Tyler, Will consegue uma vaga no time de basquete, mas ao sair do campus sua bolsa foi sabotada com cocaína por Connor. |                                     |                   |                                                              |                         |
| 3 | "Yamacraw"                          | Nick Copus        | Yolonda Lawrence                                             | 13 de fevereiro de 2022 |
| 4 | "Canvass"                           | Dale Stern        | Nicole Delaney & Henry "Hank" Jones                          | 17 de fevereiro de 2022 |
| 5 | "PA to LA"                          | Tasha Smith       | Ephraim Salaam & Rasheed Newson                              | 24 de fevereiro de 2022 |
| 6 | "The Strength to Smile"             | Aurora Guerrero   | TJ Brady & Paul Eriksen                                      | 3 de março de 2022      |
| 7 | "Payback's a B*tch"                 | Ava Berkofsky     | Carla Banks Waddles                                          | 10 de março de 2022     |
| 8 | "No One Wins When The Family Feuds" | Sylvain White     | JaNeika James & JaSheika James                               | 17 de março de 2022     |
| 9 | "Can't Knock The Hustle"            | Matthew A. Cherry | Malcolm Spellman & Rasheed Newson                            | 24 de março de 2022     |
| 10 | "Where To?"                         | Dale Stern        | Morgan Cooper & TJ Brady & Rasheed Newson                    | 31 de março de 2022     |

## Produção

### Desenvolvimento
Em 10 de março de 2019, Morgan Cooper carregou Bel-Air no YouTube. A apresentação foi um filme de fãs, escrito e dirigido por ele, na forma de um trailer simulado para uma releitura dramática e atualizada do seriado de televisão The Fresh Prince of Bel-Air. Will Smith, que estrelou o seriado original como uma versão fictícia de si mesmo, elogiou fortemente o filme de fãs e expressou seu interesse em expandir o conceito em uma reinicialização, encontrando-se pessoalmente com Cooper. Em 11 de agosto de 2020, a série foi anunciada oficialmente depois de estar em andamento por mais de um ano. Na época, Netflix, HBO Max e Peacock estavam disputando os direitos da série. Em 8 de setembro de 2020, o Peacock deu à série um pedido de duas temporadas sob o título Bel-Air, com a Westbrook Inc. e a Universal Television produzindo. Smith e Cooper produzem ao lado de Terence Carter, James Lassiter, Miguel Melendez, Malcolm Spellman, Quincy Jones, Benny Medina, Andy Borowitz e Susan Borowitz. Uma estreia online para a série foi realizada em 9 de fevereiro de 2022, pela Crown & Conquer.

### Seleção de elenco
Em agosto de 2021, Smith surpreendeu Jabari Banks com a notícia de que Banks seria o protagonista. Em setembro de 2021, Adrian Holmes, Cassandra Freeman, Olly Sholotan, Coco Jones, Akira Akbar, Jimmy Akingbola, Jordan L. Jones e Simone Joy Jones se juntaram ao elenco como regulares da série. Em janeiro de 2022, Karrueche Tran, Duane Martin, Joe Holt, April Parker Jones, SteVonté Hart, Scottie Thompson e Charlie Hall em papéis recorrentes. Em março de 2022, foi relatado que Daphne Maxwell Reid e Vernee Watson-Johnson estavam programadas para estrelar como convidadas no episódio 9, que foi lançado em 24 de março.

### Filmagem
A fotografia principal estava programada para acontecer em Los Angeles e Filadélfia. Em 7 de janeiro de 2022, foi relatado que a série teve alguns testes positivos de COVID-19 no set, mas a produção não foi afetada.

## Lançamento
A série estreou no Peacock em 13 de fevereiro de 2022, com seus três primeiros episódios. A série estreou na América Latina exclusivamente através do Star+ em 18 de maio de 2022.